# Saxicola jerdoni
La tarabilla de Jerdon (Saxicola jerdoni) es una especie de ave paseriforme de la familia Muscicapidae propia de las montañas del sureste de Asia. Su nombre conmemora al naturalista inglés Thomas C. Jerdon.

## Distribución y hábitat
La tarabilla de Jerdon se extiende desde el Himalaya oriental (el parque nacional Sukla Phanta en Nepal representa el límite occidental de su distribución) por las montañas del sudeste asiático, distribuido por Bangladés, el sur de China, el noreste de la India, Nepal, Birmania,Tailandia y el norte de Laos y Vietnam.